# 張肇良
張肇良（1964年9月30日—），臺灣政治人物，桃園市人，民主進步黨籍，前省議員張貴木之子，凱達格蘭學校地方領袖班結業，國立台灣大學政治學系在職專班法學碩士，中原大學機械系學士。前桃園市政府市政顧問，曾任桃園縣議會第十選區（龍潭鄉）第16、17屆縣議員，桃園市議會民進黨團總召集人，桃園市議會民進黨議長提名人，民進黨全國黨代表，民主進步黨桃園縣黨部執行委員，第1、3屆桃園市議員。

## 涉法事件

### 詐領助理費案
2016年8月12日，涉嫌以人頭詐領助理費，因詐領薪資超過1,020萬元，涉犯重罪且有湮滅證據、勾串證人之虞，桃檢於凌晨向桃園地方法院聲請羈押，11點20分法官裁定收押禁見獲准。是桃園升格以來第一個被收押的市議員，並於2017年5月16日遭桃園地檢署依貪污治罪條例起訴。2019年12月9日，台灣桃園地方法院判處張肇良8個有期徒刑6個月，定應執行刑2年10個月、得易科罰金。
檢、辯兩造對一審判決都不服、上訴。2020年8月5日，台灣高等法院認為張肇良不構成貪污治罪條例利用職務機會詐取財物罪，但登載不實罪法院仍判處張肇良8個有期徒刑各6個月，定應執行刑2年10個月、得易科罰金（僅部分事實認定不同而撤銷原判決改判），全案定讞。

### 關說違建案
2024年7月18日，由於民進黨籍桃園市議員張肇良涉嫌為違建向龍潭區公所關說，桃園地方檢察署在當日清晨向桃園地方法院聲請羈押張肇良，16點開羈押庭審理，認定其有逃亡、串證或滅證之虞，且涉犯貪污治罪嫌疑重大，裁定收押禁見二個月。

## 選舉紀錄
| 年度 | 選舉屆數               | 選舉區           | 所屬政黨   | 得票數 | 得票率 | 當選標記     | 備註         |
| ---- | ---------------------- | ---------------- | ---------- | ------ | ------ | ------------ | ------------ |
| 2005 | 第十六屆桃園縣議員選舉 | 桃園縣第十選舉區 | 民主進步黨 | 12,450 | 25.97% |              |              |
| 2009 | 第十七屆桃園縣議員選舉 | 桃園縣第十選舉區 | 民主進步黨 | 15,178 | 34.58% | 選區第一高票 |              |
| 2014 | 第一屆桃園市議員選舉   | 桃園市第十選舉區 | 民主進步黨 | 13,411 | 24.98% | 選區第一高票 |              |
| 2016 | 第九屆立法委員選舉     | 桃園市第五選舉區 | 民主進步黨 | 70,202 | 42.20% |              |              |
| 2018 | 第二屆桃園市議員選舉   | 桃園市第十選舉區 | 民主進步黨 | 9,843  | 16.96% |              |              |
| 2022 | 第三屆桃園市議員選舉   | 桃園市第十選舉區 | 民主進步黨 | 14,672 | 25.07% |              | 選區第一高票 |

## 外部連結
- 桃園市議會議員影音專區 （页面存档备份，存于）
- 張肇良｜Facebook
- 張肇良 | Youtube
- 張肇良 | threads